# She Spread Sorrow
She Spread Sorrow (englisch Sie verbreitete Kummer) ist ein 2014 gegründetes Solo-Musikprojekt, dessen Musik vornehmlich dem Post-Industrial zugerechnet wird.

## Geschichte
Die in Biella lebende Musikerin Alice Kundalini gründete She Spread Sorrow 2014 als Soloprojekt. Das Projekt debütierte mit Rumspringa im darauf folgenden Jahr über Cold Spring Records. Die Kooperation mit dem Post-Industrial-Unternehmen behielt Kundalini in den folgenden Jahren bei. Alle Veröffentlichungen des Projektes gelten als Konzeptalben zu einem übergeordneten Themenkomplex aus „Schuld und Sühne“ vor der Auseinandersetzung mit verzerrtem Glauben und unterdrückten oder verdrängten Sehnsüchten. She Spread Sorrow trat europaweit auf und nahm an internationalen Festivals teil.

## Konzept
Vor dem zentralen thematischen Komplex „Schuld und Sühne“ und der Kontinuität des weiblichen Blicks, der Thematisierung der menschlichen Sexualität und der Geschlechtsidentität auf die verschiedenen dargestellten Aspekte ist jedes Album als eigenständige Erzählung konzipiert. Als Credo führt Kundalini dabei an, She Spread Sorrow sei Keuschheit, Disziplin und Verweigerung.
Der Titel des Debüts Rumspringa ist die Bezeichnung der Jugendzeit unter Amischen, eine Phase, in der den Jugendlichen der Gemeinde Freiheiten von den Regeln der Glaubensgemeinschaft zugestanden werden. Mit dem Album soll „entdeckt und erforscht werden, wie der ‚rumspringende‘ junge Amish [sic!] die Verheißungen der Welt erforscht, vor der er die ersten 15, 16 Jahre seines Lebens ängstlich abgeschirmt wurde. Es lockt das Unbekannte. Es lauern die Abgründe.“ Das folgende Mine wählt die Räume eines verlassenen Colleges als Erfahrungsraum einer Selbstwahrnehmung und Auseinandersetzung mit den Gefühlen der Bedrohung und Verführung durch die eigenen Wahrnehmung. Das Album wurde als „Poetik über die Natur der Weiblichkeit“ gelobt. Es wirke, „als ob sie in einen zerbrochenen Spiegel blickt, mit ihrem eigenen Körper […] als Ort der Grausamkeit, des Begehrens und des Ekels, sowohl von innen als auch durch den Blick eines anderen betrachtet“. Das dritte Album Midori ist eine Erzählung über einen Eskapismus. Die Realitätsflucht wird derweil zum Echo erlebter Albträume. „Ein Haus, das Schauplatz von Angst und Qualen ist, eine Seele, die sich im Schmerz verliert, bis hin zu einem Epilog von Tod und Läuterung.“ Huntress erzählt die Geschichte von „Blue“, einer jungen Frau, die von einer anderen gleichaltrigen Frau besessen ist. Zugleich leidet „Blue“ an einer Psychose sowie an, aus der Psychose resultierenden, Alpträumen. Entsprechend wurde Huntress als tragische und morbide Erzählung angelegt und das Album als „Soundtrack zu einem tragischen Spiel zwischen Gegensätzen in einer Realität der totalen Einsamkeit“ beworben.

## Stil
Die Musik von She Spread Sorrow gilt als Post-Industrial. Als Selbstbeschreibung nutzt Kundalini die Bezeichnung „Oneiric Deathscape Sounds“ (Klänge verträumter Todesszenen). Stilistische Nähe wird insbesondere zum Dark Ambient sowie zum Werk von November Növelet gesehen.
Auf den Veröffentlichungen von She Spread Sorrow beschränkt sich der Gesang auf eine leise Sprechstimme die als Raunen, Wispern und Flüstern mit „hypnotische[r] Wirkung“ wahrgenommen wird. Diese Stimme wird als „herumgeistern[d]“ zwischen „wummernden, sich kontinuierlich über- und untereinanderschiebenden, an- und abschwellenden Soundpatterns“ beschrieben. Dabei verzichtet She Spread Sorrow auf jedwede Rhythmuspassagen und konzentriert den Klang auf „wummernde, grummelnde und pulsierende Soundflächen, […] die mal mehr, mal weniger von allerlei Störfrequenzen durchkreuzt“ oder mit Effekten versehen werden.

## Diskografie
- 2015: Rumspringa (Album, Cold Spring Records)
- 2017: Mine (Album, Cold Spring Records)
- 2018: Midori (Album, Cold Spring Records)
- 2019: Orchid Seeds (MC-Album, Teil des 10-MC-Boxsets On Corrosion, The Helen Scarsdale Agency)
- 2021: Huntress (Album, Cold Spring Records)